# Liste der Biografien/Sir
Liste der Biografien |
Portal Biografien |
Personensuche
# |
A |
B |
C |
D |
E |
F |
G |
H |
I |
J |
K |
L |
M |
N |
O |
P |
Q |
R |
S |
T |
U |
V |
W |
X |
Y |
Z |
?
 
Sa |
Sb |
Sc |
Sd |
Se |
Sf |
Sg |
Sh |
Si |
Sj |
Sk |
Sl |
Sm |
Sn |
So |
Sp |
Sq |
Sr |
Ss |
St |
Su |
Sv |
Sw |
Sy |
Sz
 
Sia |
Sib |
Sic |
Sid |
Sie |
Sif |
Sig |
Sih |
Sii |
Sij |
Sik |
Sil |
Sim |
Sin |
Sio |
Sip |
Siq |
Sir |
Sis |
Sit |
Siu |
Siv |
Siw |
Six |
Siy |
Siz
Die Liste der Biografien führt alle Personen auf, die in der deutschsprachigen Wikipedia einen Artikel haben. Dieses ist eine Teilliste mit 272 Einträgen von Personen, deren Namen mit den Buchstaben „Sir“ beginnt.

## Sir
- Sir Colin (* 1978), Schweizer House-DJ und -Produzent
- Sir Henry (* 1964), kanadischer Musiker, Komponist und Schauspieler
- Sir Jinx, US-amerikanischer Hip-Hop-Produzent und DJ
- Sir Mantis, deutscher Rapper
- Sir Mix-a-Lot (* 1963), US-amerikanischer RapperSir Mix-a-Lot (* 1963)

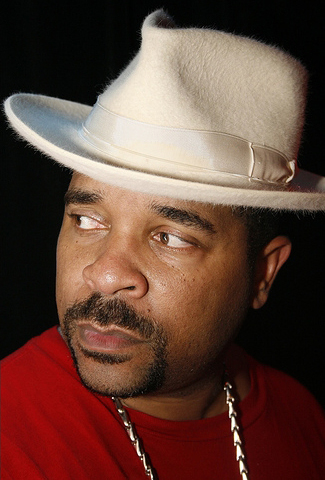
Sir Mix-a-Lot (* 1963)

- Šír, Jaroslav (* 1923), tschechoslowakischer Skisportler
- Sir, Jean (* 1899), deutscher Hundezüchter und Buchautor
- Sir, József (1912–1996), ungarischer Leichtathlet
- Sir, Michael (1862–1937), deutscher Kaufmann und Politiker (Zentrum), MdR

### Sira
- Sira (* 2000), deutscher Musikproduzent
- Sirachat Preedaboon (* 1983), thailändischer Fußballspieler
- Sirácky, Andrej (1900–1988), tschechoslowakischer Philosoph und Soziologe
- Siracusa Valdaura, Eufrosia († 1585), Tochter des Barons Vincenzo Siracusa
- Siracusa, Chiara (* 1976), maltesische Sängerin
- Siracusa, Ernest Victor (1918–2000), US-amerikanischer Diplomat
- Siracusa, Gérard (* 1957), französischer Perkussionist, Schlagzeuger und Komponist
- Siracuse, Joe, Tontechniker des United Sound Studios, Detroit
- Siradanai Phosri (* 2005), thailändischer Fußballspieler
- Siradj, Said Aqil (* 1953), Vorsitzender (tanfidziyah) des Central Board der Nahdlatul Ulama
- Siradse, Dawit (* 1981), georgischer Fußballspieler
- Siragusa, Irene (* 1993), italienische Leichtathletin
- Siragusa, Mary (1920–2002), dominikanische Pianistin und Musikpädagogin
- Siragusa, Tony (1967–2022), US-amerikanischer Footballspieler, Fernsehmoderator, Unternehmer, Schauspieler
- Sirah (* 1988), US-amerikanische Rapperin
- Siraisi, Nancy (* 1932), US-amerikanische Wissenschaftshistorikerin
- Siraj ud-Daula (1733–1757), Nawab von Bengalen
- Siraj, Khatijun Nissa (1925–2023), singapurische muslimische Frauenrechtlerin indischer Abstammung
- Siraj, Mohammed (* 1994), indischer CricketspielerMohammed Siraj (* 1994)

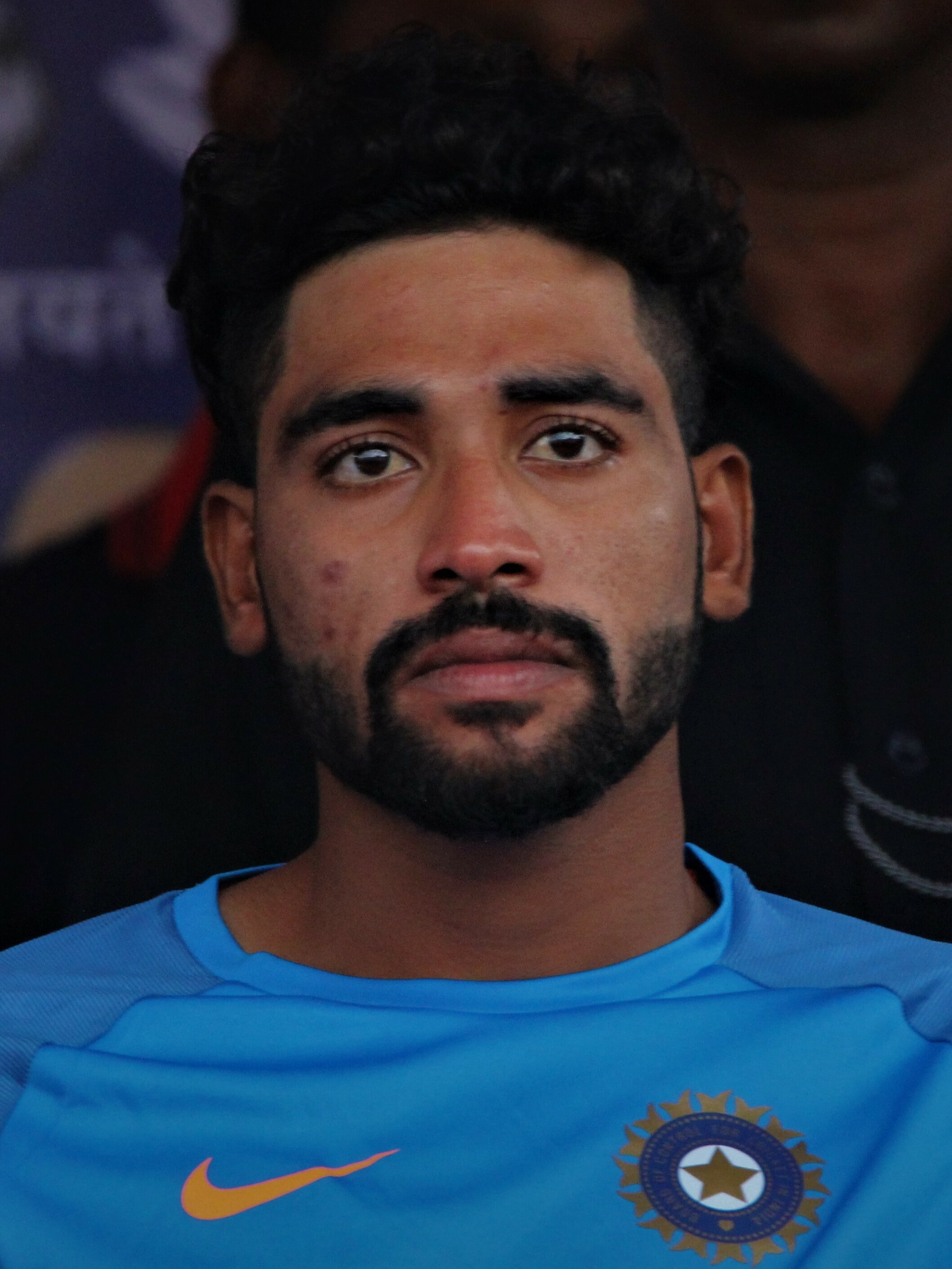
Mohammed Siraj (* 1994)

- Siraj, Shajahan (1943–2020), bangladeschischer Politiker
- Sirakorn Pimbaotham (* 1999), thailändischer Fußballspieler
- Sirakov, David (* 1975), deutscher Politikwissenschaftler
- Sirakow, Nasko (* 1962), bulgarischer Fußballspieler
- Sirakow, Petko (1929–1996), bulgarischer Ringer
- Sirani, Elisabetta (1638–1665), italienische Malerin und KupferstecherinElisabetta Sirani (1638–1665)

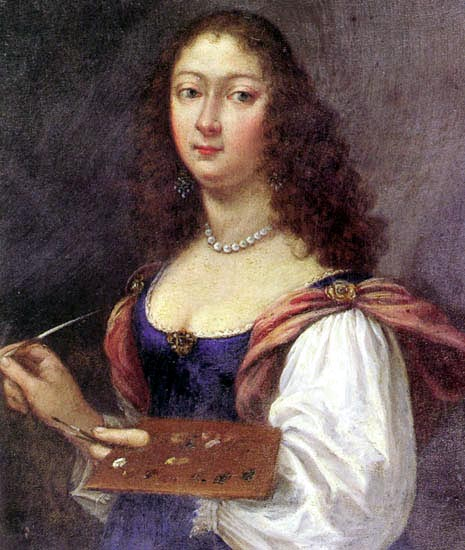
Elisabetta Sirani (1638–1665)

- Sirani, Giovanni Andrea (1610–1670), italienischer Maler
- Siranidis, Nikolaos (* 1976), griechischer Turmspringer
- Siranossian, Astrig (* 1988), französische Cellistin
- Siranossian, Chouchane (* 1984), französisch-schweizerische Geigerin
- Sirant, Sergei Jurjewitsch (* 1994), russischer Badmintonspieler
- Sirantschuk, Daryna (* 2000), ukrainische Poolbillardspielerin
- Siraphan Wattanajinda (* 1982), thailändische Schauspielerin
- Siraphop Wandee (* 2004), thailändischer Fußballspieler
- Sirapop Saardeim (* 1998), thailändischer Fußballspieler
- Siras, Ramchandra (1948–2010), indischer Linguist
- Siraset Aekprathumchai (* 2003), thailändischer Fußballspieler
- Sirassawut Wongruankhum (* 2005), thailändischer Fußballspieler
- Sirat, Colette (* 1934), französische Philosophin und Paläographin
- Șirato, Francisc (1877–1953), rumänischer Maler, Illustrator, Kunstkritiker und Universitätsprofessor
- Siravo, George (1916–2000), US-amerikanischer Jazzmusiker, Arrangeur und Bandleader
- Siravo, Joseph (1955–2021), US-amerikanischer Schauspieler
- Sirawat Kaewmaneewan (* 2005), thailändischer Fußballspieler
- Sirawit Kesornsumon (* 2004), thailändischer Fußballspieler
- Sirawut Kengnok (* 2000), thailändischer Fußballspieler

### Sirb
- Sirba, Paul David (1960–2019), US-amerikanischer römisch-katholischer Geistlicher und Bischof von Duluth
- Sirbas, Konstantinos (1922–1944), griechischer Widerstandskämpfer gegen den Nationalsozialismus
- Sirbiladze, Tamuna (1971–2016), georgisch-österreichische Künstlerin
- Sîrbu, Iosif (1925–1964), rumänischer Sportschütze
- Sîrbu, Mariana († 2023), rumänische Violinistin
- Sîrbu, Radu (* 1978), moldauischer Popsänger, DJ und MusikproduzentRadu Sîrbu (* 1978)

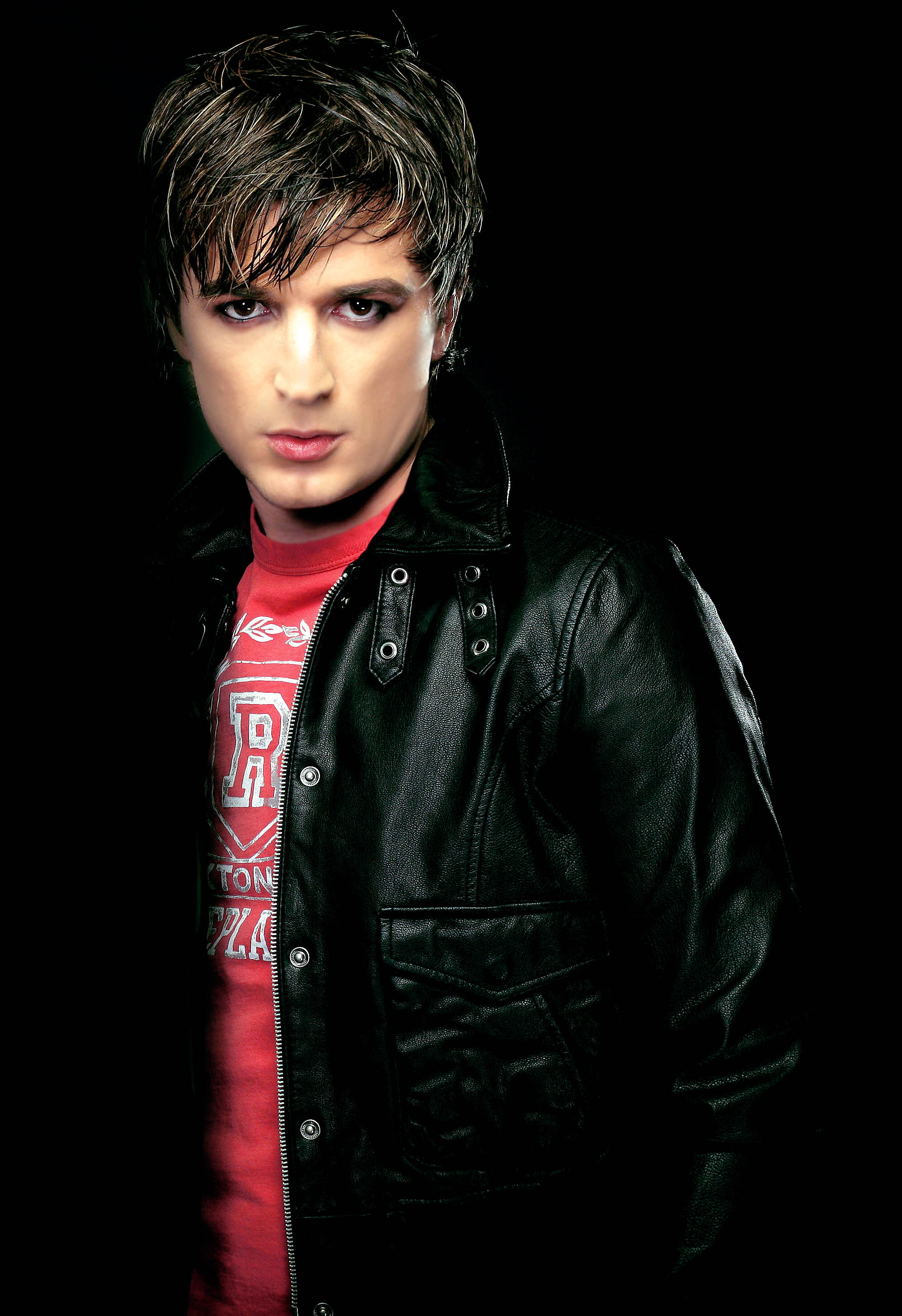
Radu Sîrbu (* 1978)

- Sîrbu, Sergiu (* 1960), moldauischer Fußballspieler und -trainer

### Sirc
- Širca, Majda (* 1953), slowenische Politikerin
- Sircar, Birendra Nath (1901–1980), indischer Filmproduzent und Filmfunktionär
- Sircar, Jamiruddin (* 1931), bangladeschischer Völkerrechtler und Politiker, ehemaliger Staatspräsident von Bangladesch
- Sircar, Tiya (* 1982), US-amerikanische Schauspielerin
- Sirch, Bernhard Anton (1943–2013), deutscher Benediktiner und Verleger
- Sirch, Cornelia (* 1966), deutsche Schwimmerin
- Sirch, Erna (* 1912), deutsche LDPD-Funktionärin, MdV
- Sirch, Luca (* 1999), deutscher FußballspielerLuca Sirch (* 1999)

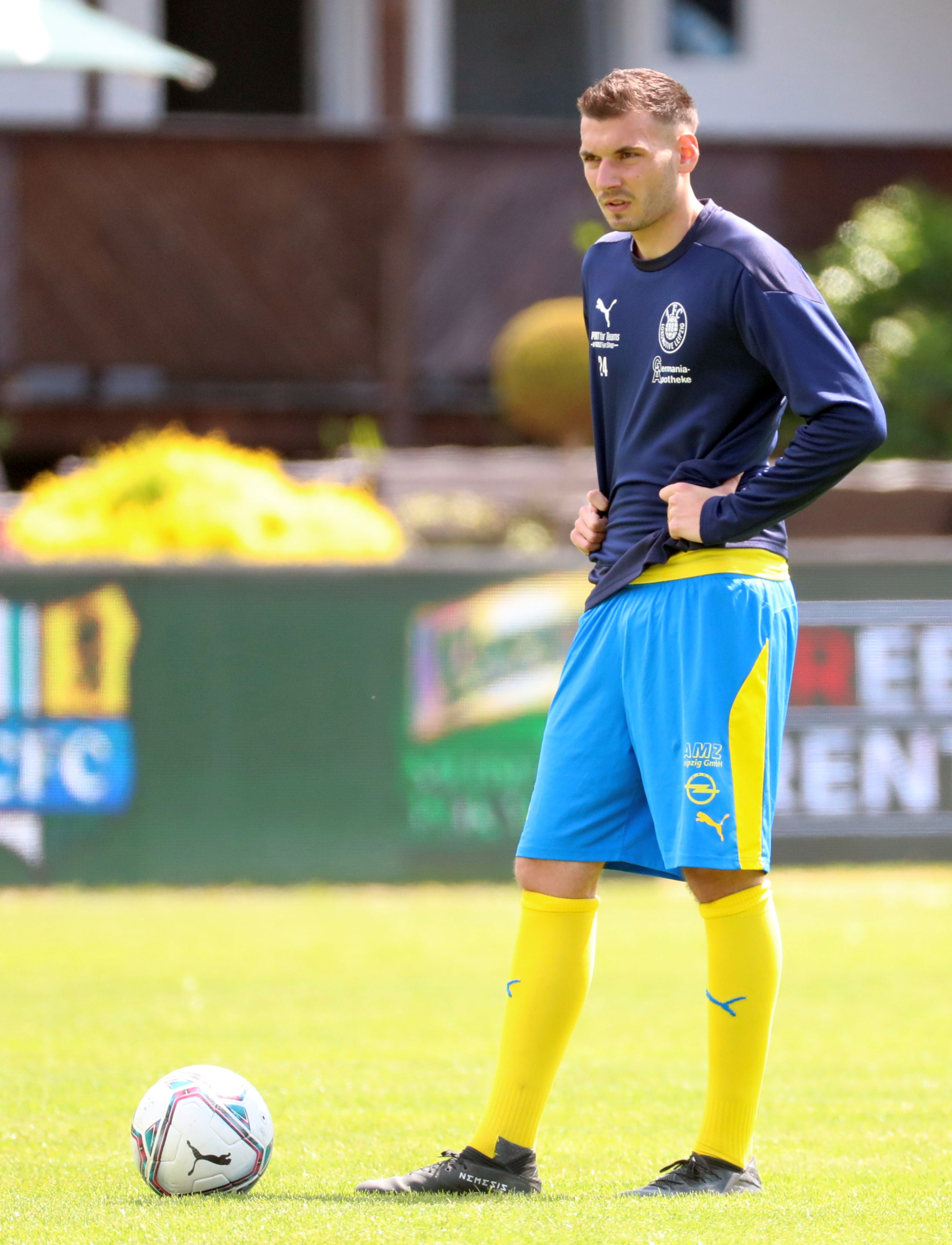
Luca Sirch (* 1999)

- Sirch, Peter (* 1961), deutscher Fußballspieler und Torwarttrainer

### Sird
- Sirdal, Jensa (* 1980), färöische Fußballspielerin
- Sirdani, Aleksandër († 1948), albanischer Priester und Märtyrer
- Sirdeshmukh, Ravi, indischer Krebsbiologe und Proteomiker

### Sire
- Sire, Denis (1953–2019), französischer Comiczeichner und Illustrator
- Siré, Fernand (* 1945), französischer Politiker
- Sire, Henry (* 1949), britischer Historiker, katholischer Autor
- Sire, Louis (1875–1935), französischer Autorennfahrer
- Sireau, Kévin (* 1987), französischer Radrennfahrer
- Siregar, Arifin (1934–2019), indonesischer Politiker und Diplomat
- Siregar, Danish (* 2003), singapurischer Fußballspieler
- Siregar, Meisya (* 1979), indonesische Schauspielerin
- Sireika, Antanas (* 1956), litauischer Basketballtrainer
- Sirel, Indrek (* 1970), estnischer Generalmajor
- Sirel, Jaanus (* 1975), estnischer Fußballspieler
- Sirén, Anna-Leena (* 1955), finnische Neurochirurgin
- Siren, Emmi (* 2001), finnische Fußballspielerin
- Sirén, Heikki (1918–2013), finnischer Architekt
- Sirén, Johan Sigfrid (1889–1961), finnischer Architekt
- Sirén, Kaija (1920–2001), finnische Architektin
- Sirén, Maynie (1924–2003), finnlandschwedische Sängerin (Alt)
- Sirén, Mikko (* 1975), finnischer Multiinstrumentalist und SchlagzeugerMikko Sirén (* 1975)

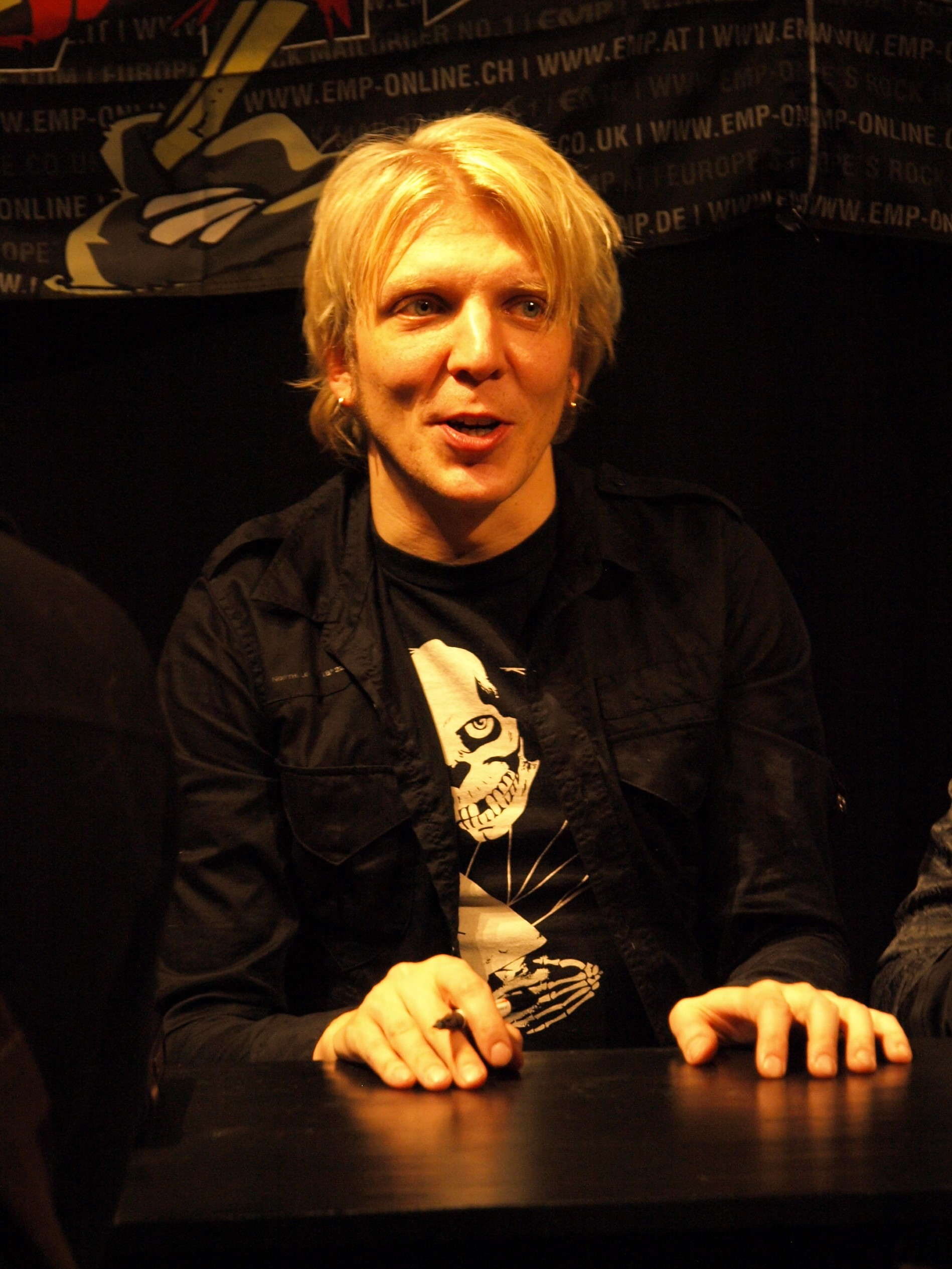
Mikko Sirén (* 1975)

- Sirén, Niki (* 1976), schweizerisch-finnischer Eishockeyspieler
- Siren, Oona (* 2001), finnische Fußballspielerin
- Sirén, Osvald (1879–1966), schwedischer Kunsthistoriker finnischer Herkunft, Sammler und Kurator
- Sirén, Urho (1932–2002), finnischer Radrennfahrer
- Sirén, Ville (* 1964), finnischer Eishockeyspieler
- Sirenko, Wolodymyr (* 1960), ukrainischer Dirigent, künstlerischer Leiter und Chefdirigent des Nationalen Sinfonieorchesters der Ukraine
- Sirer, Emin Gün, türkisch-amerikanischer Informatiker
- Sires, Albio (* 1951), US-amerikanischer Politiker der Demokratischen Partei
- Siret, Luis (1860–1934), belgisch-spanischer Archäologe
- Siret, Nicolas (1663–1754), französischer Komponist, Organist und Cembalist
- Sireta, Damir (* 1963), serbisch-kroatischer Kriegsverbrecher
- Sireteanu-Constantinescu, Ruxandra (1945–2008), rumänische Biophysikerin und Neurowissenschaftlerin

### Sirf
- Sirfi, Ali (* 1955), nigrischer Rechtsanwalt und Politiker

### Sirg
- Sirge, Kaili (* 1983), estnische Skilangläuferin
- Sirge, Rudolf (1904–1970), estnischer Schriftsteller
- Sirgėdas, Gratas (* 1994), litauischer Fußballspieler

### Sirh
- Sirhan, Sirhan (* 1944), mutmaßlicher Mörder Robert F. KennedysSirhan Sirhan (* 1944)

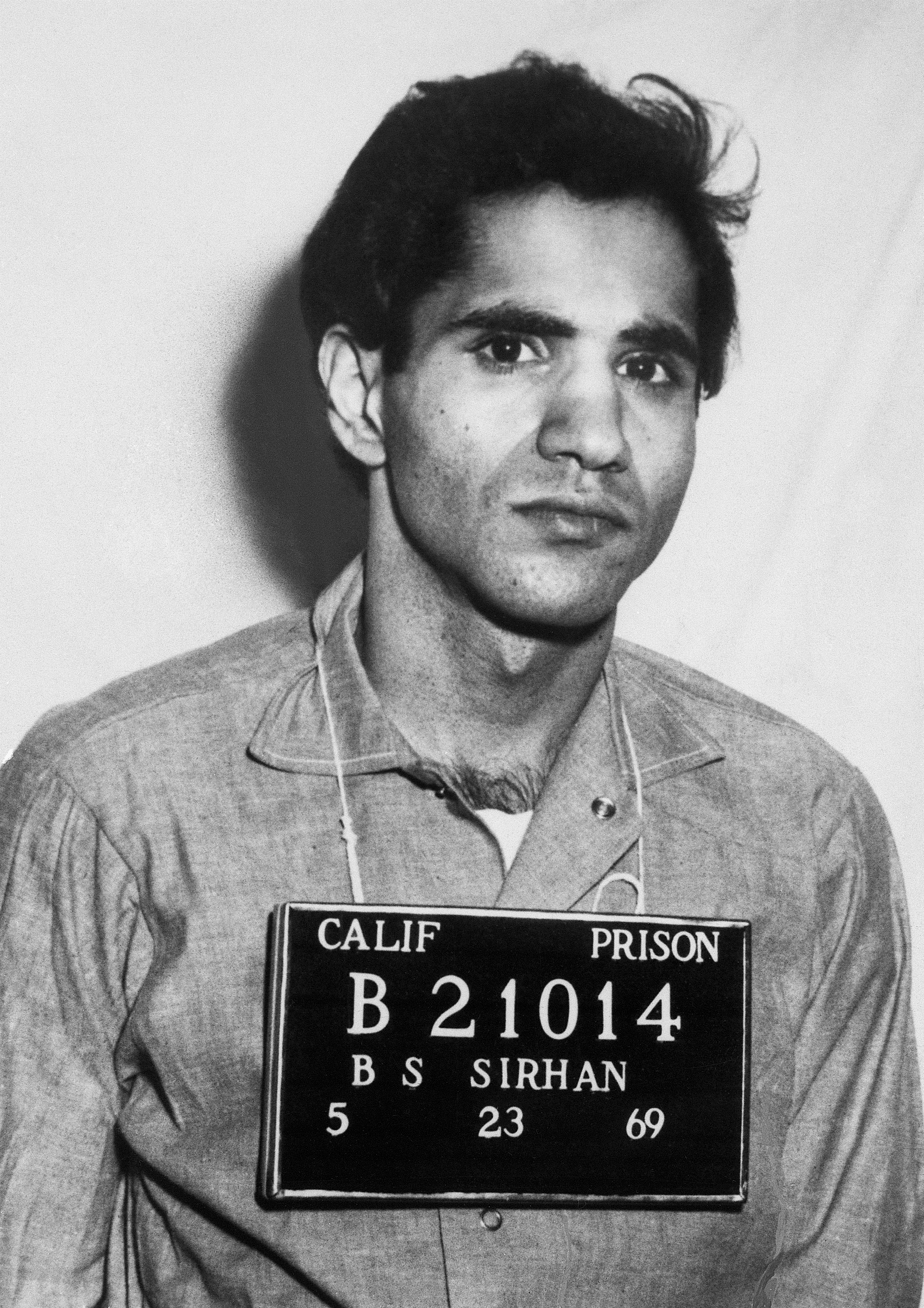
Sirhan Sirhan (* 1944)

### Siri
- Siri, Florent Emilio (* 1965), französischer Filmregisseur und Drehbuchautor
- Siri, Giuseppe (1906–1989), italienischer Kardinal
- Siri, Hege (* 1973), norwegisch-samische Dichterin, Kinderbuchautorin und Fotografin
- Siri, Jasmin (* 1980), deutsche Soziologin
- Siri, Luis (* 1982), uruguayischer Moderner Fünfkämpfer
- Siri, María José, Opernsängerin der Stimmlage Sopran
- Siri, Vittorio (1608–1685), italienischer Mathematiker und Mönch
- Sirianni, Giuseppe (1874–1955), italienischer Admiral, Marineminister und Senator
- Sirianni, Joseph (* 1975), australischer Tennisspieler
- Sirianni, Nick (* 1981), US-amerikanischer American-Football-Trainer
- Sirianni, Rob (* 1983), italo-kanadischer Eishockeyspieler
- Siric, Zlatan (* 1942), deutscher Diplomsportlehrer, Trainer und Pädagoge
- Sirica, John (1904–1992), US-amerikanischer Jurist
- Sirichai Lamphuttha (* 1987), thailändischer Fußballspieler
- Sirichai Phumpat (* 1994), thailändischer Fußballspieler
- Sirichai Sangthong (* 1999), thailändischer Fußballspieler
- Siricius († 399), Papst in Rom
- Siricius, Christoph (1632–1692), deutscher Jurist und Ratssekretär der Hansestadt Lübeck
- Siricius, Johann (1630–1696), deutscher Jurist und Bürgermeister der Hansestadt Lübeck
- Siricius, Johann Hermann (1687–1769), deutscher lutherischer Geistlicher
- Siricius, Michael († 1648), deutscher evangelisch-lutherischer Geistlicher und Autor
- Siricius, Michael (1628–1685), deutscher Theologe, Hochschullehrer
- Siricius, Michael Christoph (* 1679), Sekretär des Hansekontors in Bergen (Norwegen)
- Sirico, Tony (1942–2022), US-amerikanischer Schauspieler
- Sirigu, Salvatore (* 1987), italienischer Fußballtorhüter
- Sirigu, Sandro (* 1988), deutsch-italienischer Fußballspieler
- Sirik, Sergei (* 1994), kasachischer Biathlet
- Sirikaew, Pimsiri (* 1990), thailändische Gewichtheberin
- Sirikit (* 1932), thailändische KöniginSirikit (* 1932)

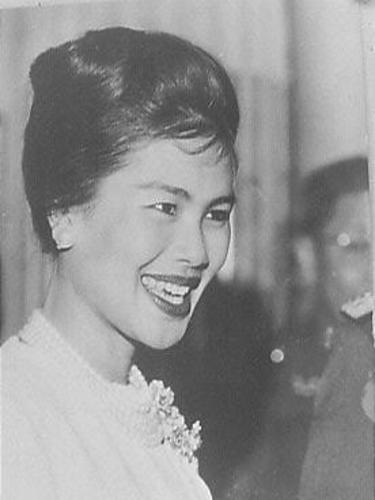
Sirikit (* 1932)

- Sirillo, Solomo († 1558), spanischer Rabbiner und Talmudkommentator
- Sirima (1964–1989), britische Sängerin
- Sirimannage, Kavindi Ishandika (* 1995), sri-lankische Badmintonspielerin
- Sirimongkhon Jitbanjong (* 1997), thailändischer Fußballspieler
- Sirimongkol Rattanapoom (* 2002), thailändischer Fußballspieler
- Sirimongkol Singwangcha (* 1977), thailändischer Boxer
- Şirin, Aleyna, türkische Schauspielerin und Model
- Sirin, Mitri (* 1971), deutscher Fernsehmoderator und JournalistMitri Sirin (* 1971)

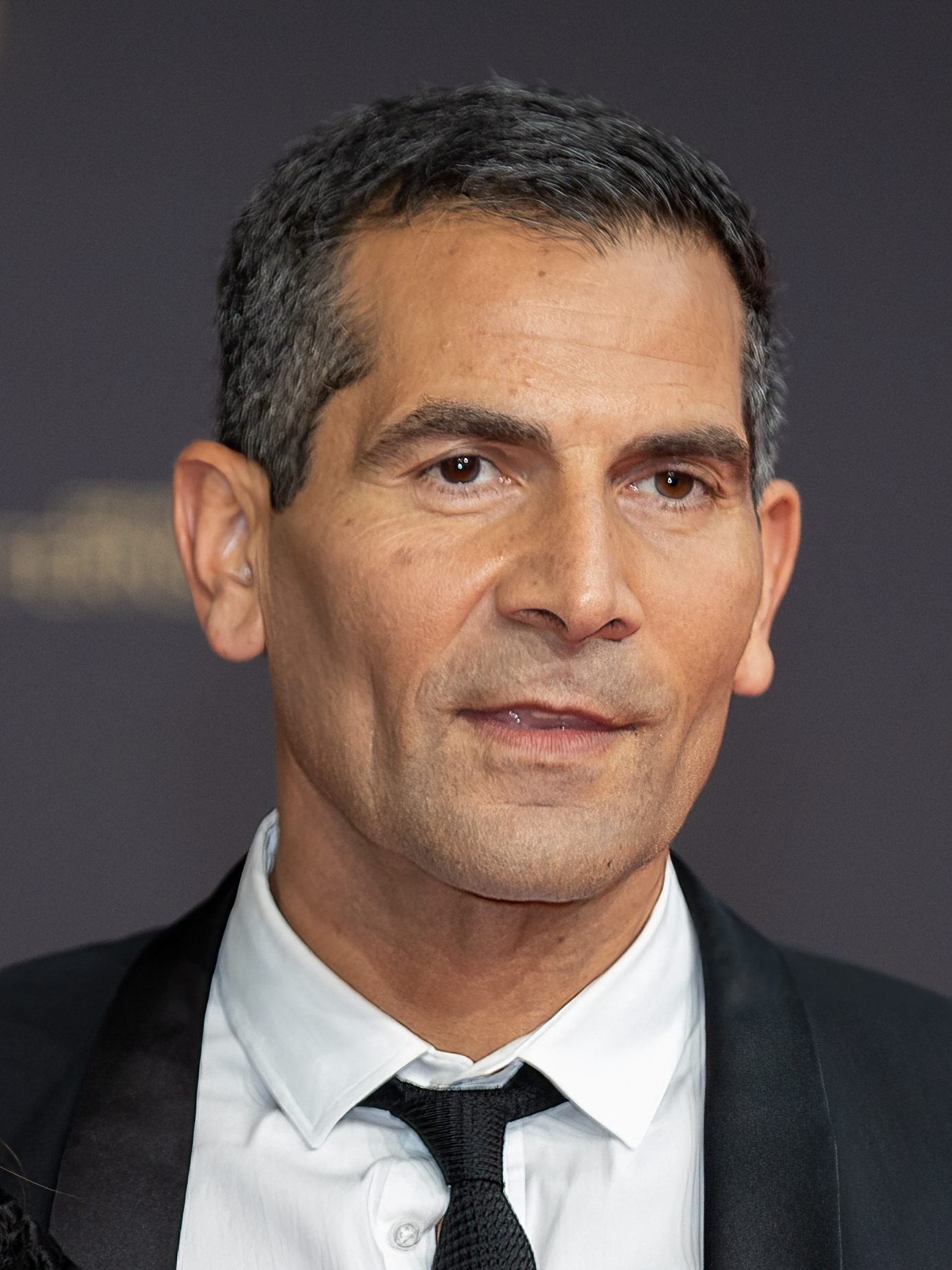
Mitri Sirin (* 1971)

- Şirin, Mustafa Ruhi (* 1955), türkischer Kinderbuchautor
- Şirin, Osman (* 1943), türkischer Jurist und Erster Vizepräsident des Kassationshofs
- Şirin, Serkan (* 1990), türkischer Fußballspieler
- Sirin, Zasia (* 1956), Beamte und Politikerin in Brunei
- Şirince, Seren (* 1988), türkische Schauspielerin
- Sirinelli, Jean (1921–2004), französischer Altphilologe (Gräzist)
- Sirino, Gastón (* 1991), uruguayischer Fußballspieler
- Şirinov, Natiq (* 1975), aserbaidschanischer Trommler
- Širinskienė, Agnė (* 1975), litauische Politikerin
- Siripaporn Nuanthakhamjan (* 1999), thailändische Snookerspielerin
- Siripong Charatsri, Silvio (* 1959), thailändischer römisch-katholischer Geistlicher, Bischof von Ratchaburi
- Siripong Kongjaopha (* 1997), thailändischer Fußballspieler
- Siripong, Ammara (* 1980), thailändische Schauspielerin und Sängerin
- Siripool, Siripong (* 1965), thailändischer Badmintonspieler
- Siriporn Ampaipong (* 1962), thailändische Sängerin
- Siriporn, Samson Sor (* 1983), thailändische Damen-Boxweltmeisterin des WBCs
- Siris, Nihad (* 1950), syrischer Autor
- Sirisak Faidong (* 1993), thailändischer Fußballspieler
- Sirisak Foofung (* 1990), thailändischer Fußballspieler
- Sirisak Musbu-ngor (* 1986), thailändischer Fußballspieler
- Sirisak Rhomphothong (* 1984), thailändischer Fußballspieler
- Sirisak Yodyardthai (* 1969), thailändischer Fußballspieler
- Sirisena, Maithripala (* 1951), sri-lankischer Politiker
- Sirisena, Saroja, sri-lankische Diplomatin
- Sirisut, Joseph Chusak (* 1956), thailändischer Geistlicher, römisch-katholischer Bischof von Nakhon Ratchasima
- Sirițeanu, Alexandru (* 1984), rumänischer Säbelfechter
- Sirius (1911–1997), belgischer Comiczeichner
- Siriusmo, deutscher Musikproduzent
- Sirivadhanabhakdi, Charoen (* 1944), thailändischer Unternehmer
- Sirivannavari Nariratana (* 1987), thailändische Prinzessin und BadmintonspielerinSirivannavari Nariratana (* 1987)

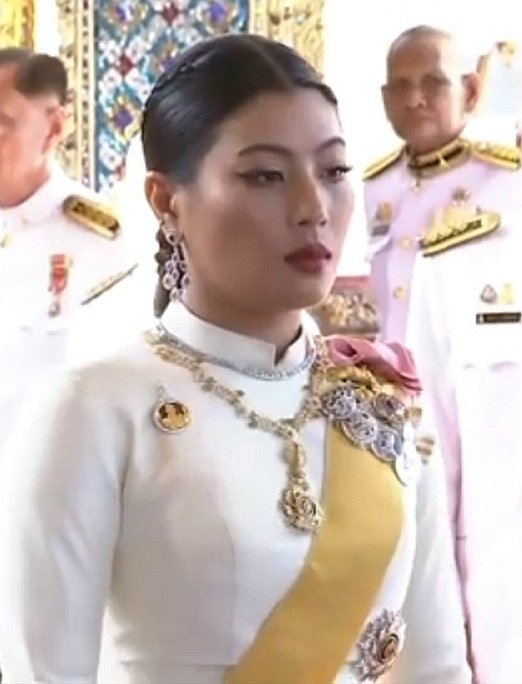
Sirivannavari Nariratana (* 1987)

- Siriwardene, Shashikala (* 1985), sri-lankische Cricketspielerin und Mannschaftskapitänin der sri-lankischen Frauen-Nationalmannschaft
- Siriwat Chotiwecharak (* 1989), thailändischer Fußballspieler
- Siriwat Ingkaew (* 2002), thailändischer Fußballspieler
- Siriwat Sinturak (* 1992), thailändischer Fußballspieler

### Sirj
- Sirjean, Gaston (* 1904), französischer Arzt und Genealoge

### Sirk
- Sirk, Albert (1887–1947), österreich-ungarischer, jugoslawischer Maler, Grafiker und Illustrator
- Sirk, Artur (1900–1937), estnischer Politiker und Militär
- Sirk, Douglas (1897–1987), US-amerikanischer Bühnen- und Filmregisseur deutscher HerkunftDouglas Sirk (1897–1987)

Douglas Sirk (1897–1987)

- Sirk, Lea (* 1989), slowenische Popsängerin
- Sirk, Rauno (* 1975), estnischer Generalmajor
- Sirkar, Lucas (1936–2021), indischer Ordensgeistlicher, römisch-katholischer Erzbischof von Kalkutta
- Sirkel, Mati (* 1949), estnischer Literaturübersetzer und Germanist
- Sirkesalo, Aki (1962–2004), finnischer Musiker und Fernsehmoderator
- Sirkin, Ido (* 1972), israelischer Straßenradrennfahrer
- Sirkis, Asaf (* 1969), israelischer Jazz- und Fusionmusiker (Schlagzeug, Perkussion, Komposition)
- Sirkis, Nicola (* 1959), französischer Musiker
- Sirkis, Stéphane (1959–1999), französischer Musiker und Komponist
- Sirko, Iwan († 1680), ukrainischer Kosakenführer
- Sirks, Boudewijn (* 1947), niederländischer Jurist und Hochschullehrer

### Sirl
- Šírl, Radek (* 1981), tschechischer Fußballspieler
- Sirleaf, Akeem (* 1997), liberianischer Sprinter
- Sirleaf, Ellen Johnson (* 1938), liberianische Ökonomin und Politikerin
- Sirleschtov, Antje (* 1963), deutsche Journalistin
- Sirleto, Guglielmo (1514–1585), Kardinal
- Sirlin, Alberto (1930–2022), argentinischer theoretischer Elementarteilchenphysiker

### Sirm
- Sirma, Olaus († 1719), samischer Priester und Dichter
- Sirma, Susan (* 1966), kenianische Leichtathletin
- Sirmais, Justs (* 1995), lettischer Sänger
- Sirmais, Māris (* 1969), lettischer Dirigent
- Sirmais, Mārtiņš (* 1982), lettischer Orientierungsläufer
- Sirmais, Zigismunds (* 1992), lettischer Speerwerfer
- Sirmen, Fuat (1899–1981), türkischer Beamter und Politiker, Präsident der Großen Nationalversammlung der Türkei (1961–1965)
- Sirmen, Maddalena (1745–1818), venezianische Violinistin, Sängerin und Komponistin
- Sirmond, Jacques (1559–1651), französischer katholischer Gelehrter und Erzieher
- Sirmond, Jean (1589–1649), französischer politischer Autor, Mitglied der Académie française
- Širmulis, Alfredas (1938–2013), litauischer Kunsthistoriker

### Siro
- Siroch Chatthong (* 1992), thailändischer Fußballspieler
- Sirocko, Frank (* 1957), deutscher Geologe, Paläoklimatologe und Hochschullehrer
- Sirocks, André (* 1966), deutscher Fußballspieler
- Sirois, Bob (* 1954), kanadischer Eishockeyspieler
- Sirois, Herbert (* 1965), deutscher Historiker, freiberuflicher Referent im Bereich der Sicherheitspolitik und Umweltaktivist
- Sirois, Kevin (1949–1972), kanadischer Eisschnellläufer und Radrennfahrer
- Širok, Kaja (* 1975), slowenische Historikerin und Museumsleiterin
- Sirokay, Zsuzsanna (* 1941), ungarische Pianistin
- Široki, Tin (* 1987), kroatischer Skirennläufer
- Širokovs, Aleksejs (* 1981), lettischer Eishockeyspieler
- Široký, Viliam (1902–1971), tschechoslowakischer Politiker (KPČ)
- Širol, Endi (* 1992), kroatischer Cyclocross- und Straßenradrennfahrer
- Širola, Božidar (1889–1956), jugoslawischer Komponist
- Sirola, Erika (* 1998), finnische Sängerin
- Sirola, Hannes (1890–1985), finnischer Turner
- Sirola, Joseph (1929–2019), US-amerikanischer Schauspieler, Synchronsprecher und Theaterproduzent
- Sirola, Orlando (1928–1995), italienischer Tennisspieler
- Sirola, Yrjö (1876–1936), finnischer Politiker (SDP, SKP)
- Sirom Gardsrinich (* 1994), thailändischer Fußballspieler
- Siron, Philosoph
- Siron, Jacques (* 1949), Schweizer Jazzmusiker, Autor und Filmemacher
- Sirona (* 1986), deutsche Sängerin
- Šironas, Virgilijus (* 1958), litauischer Politiker
- Sirone (1940–2009), US-amerikanischer Jazzmusiker
- Sironi, Andrea (* 1964), italienischer Wissenschaftler
- Sironi, Mario (1885–1961), italienischer Maler des Futurismus und des Novecento
- Sirop, Saad (* 1972), irakischer Geistlicher, Bischof und emeritierter Apostolischer Visitator für die in Europa lebenden chaldäisch-katholischen Christen
- Siroslaus I. († 1120), Bischof von Breslau
- Siroslaus II. († 1198), Bischof von Breslau
- Sirota, Beate (1923–2012), österreichisch-amerikanische Präsentatorin darstellender Kunst und Frauenrechtlerin
- Sirota, David (* 1975), amerikanischer Journalist, Kolumnist der Zeitung The Guardian, Herausgeber für Jacobin, Autor, Fernsehschriftsteller und Drehbuchautor
- Sirota, Ted (* 1969), US-amerikanischer Reggae- und Jazzmusiker
- Sirotek, Emil (1937–1999), tschechischer Kameramann
- Sirotić, Karpo (* 2000), kroatischer Handballspieler
- Sirotkin, Andrei Witaljewitsch (* 1985), russischer Boxer
- Sirotkin, Dmitri Wassiljewitsch (1864–1953), russischer Reeder und Mäzen
- Sirotkin, Sergei Olegowitsch (* 1995), russischer AutomobilrennfahrerSergei Olegowitsch Sirotkin (* 1995)

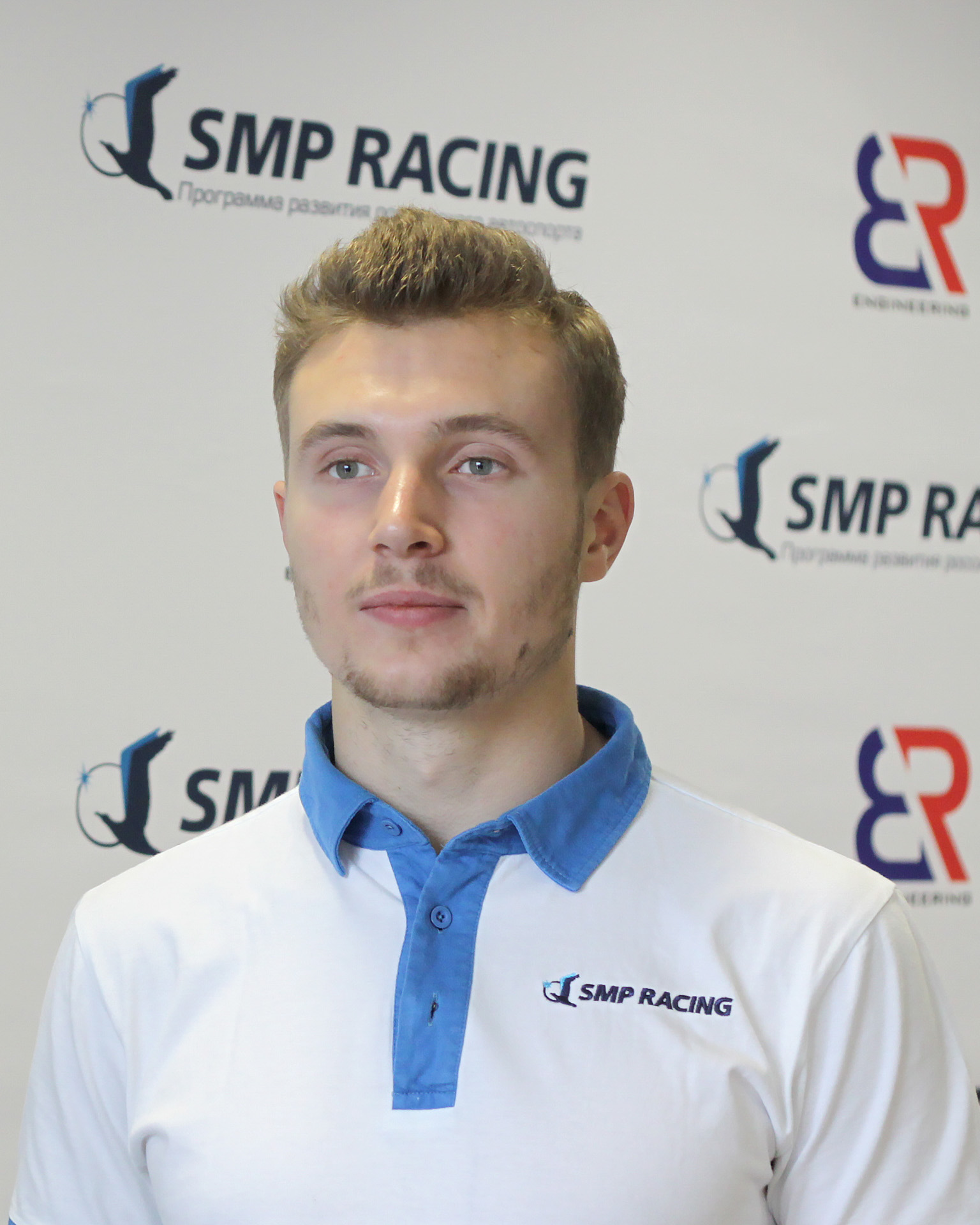
Sergei Olegowitsch Sirotkin (* 1995)

- Sirotkina, Marta Alexandrowna (* 1991), russische Tennisspielerin
- Sirovich, William I. (1882–1939), US-amerikanischer Arzt und Politiker
- Sirowatka, Eva Maria (1917–1988), deutsche Schriftstellerin
- Sirowi, Dennis (* 1987), deutscher Basketballschiedsrichter

### Sirp
- Sirp, Lauri (* 1969), estnischer Dirigent

### Sirr
- Sirras, obermakedonischer Fürst
- Sirrenberg, Erich (1938–2025), deutscher Ingenieur und Hochschullehrer
- Sirrs, Janek (* 1965), Spezialist für Visuelle Effekte
- Sirry, Gazbia (1925–2021), ägyptische Malerin

### Sirs
- Sirsch, Erika, deutsche Wissenschaftlerin und Hochschullehrerin
- Sirset, Teagan (* 1998), US-amerikanische Schauspielerin

### Sirt
- Sirtis, Marina (* 1955), britische SchauspielerinMarina Sirtis (* 1955)

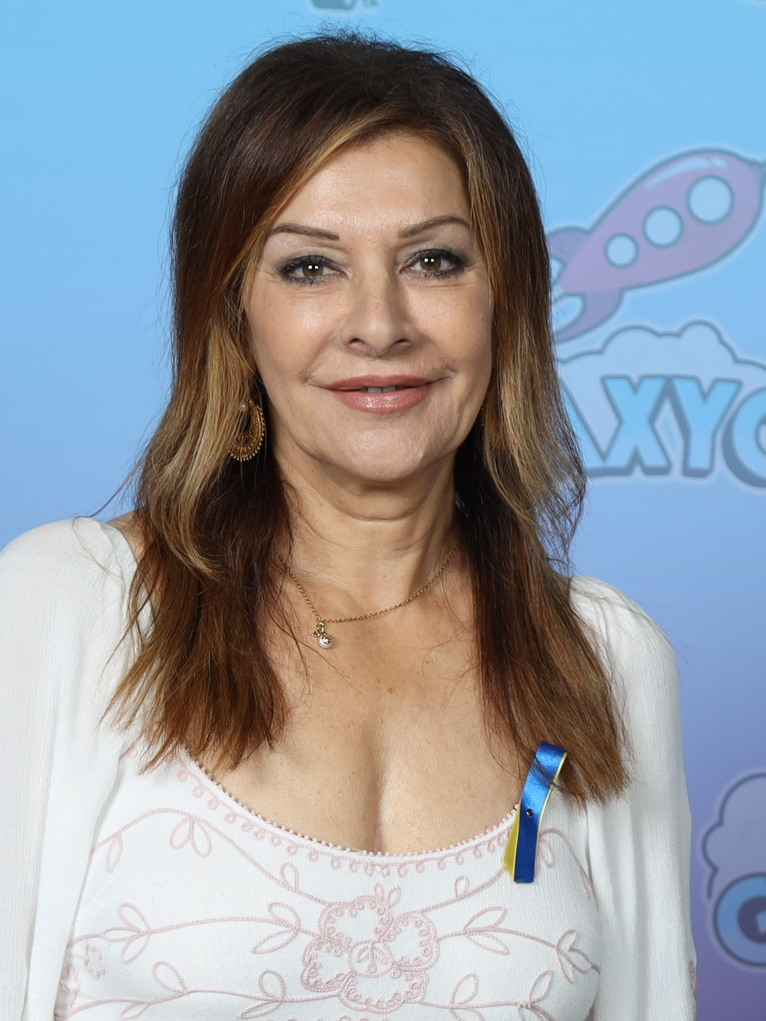
Marina Sirtis (* 1955)

- Sirtl, Jay (* 1978), deutscher Schauspieler
- Sirtori, Giuseppe (1813–1874), italienischer Freiheitskämpfer

### Siru
- Sirůček, Vladimír (* 1929), tschechischer Fotograf und Grafiker
- Sirufo, Francesco (* 1961), italienischer Geistlicher, römisch-katholischer Erzbischof von Acerenza
- Sirusho (* 1987), armenische Popsängerin

### Sirv
- Sirven, Alfred (1927–2005), französischer Topmanager
- Sirven, Jean Paul (1709–1777), französischer Notar
- Sirvins, Marguerite (1890–1957), französische Künstlerin der Art brut
- Sirviö, Riikka (* 1974), finnische Skilangläuferin
- Sirvydas, Konstantinas (1579–1631), litauischer Autor und Lexikograph
- Sirvydis, Albinas (1949–2021), litauischer Jurist, Strafrichter
- Sirvydis, Deividas (* 2000), litauischer Basketballspieler

### Siry
- Siry, Maximilian (1891–1967), deutscher Generalleutnant im Zweiten Weltkrieg